# Quam singulari
Quam singulari (lat. mit welch einzigartiger [Liebe]) ist ein Dekret der Sakramentenkongregation über die Festlegung des Alters der Erstkommunion. Das Dekret wurde am 8. August 1910 durch Papst Pius X. promulgiert und ist nach seinem Incipit genannt, in denen von der „besonderen Liebe“ die Rede ist, mit der Jesus Christus auf Erden den Kindern zugetan war. Das Dekret erinnert daran, dass mit dem Unterscheidungsalter die Pflicht zum Empfang des Bußsakraments und der Eucharistie einsetzt, und setzt diesen Zeitpunkt im Alter von ungefähr sieben Jahren an.

## Anlass
Im Jahre 1905 fand in Rom der Eucharistische Weltkongress statt, Papst Pius X. gab in diesem Jahr außerdem das Dekret Sacra Tridentina Synodus über den häufigen und täglichen Empfang der Kommunion heraus.

## Inhalt
Das Dekret erinnert einleitend daran, dass die Alte Kirche schon kleinen Kindern die heilige Kommunion gereicht habe, schon unmittelbar bei der Taufe. Diese Praxis sei jedoch in der lateinischen Kirche außer Gebrauch gekommen. Das vierte Laterankonzil hatte indessen jedem Gläubigen vorgeschrieben, wenigstens einmal im Jahr das Bußsakrament und das Sakrament der heiligen Kommunion  zu empfangen, sobald er zum „Gebrauch der Vernunft“ gekommen sei. Papst Pius führt aus, dass es unter dem Vorwand, die Würde des Sakraments zu wahren, dazu gekommen sei, dass man die Gläubigen von den Sakramenten ferngehalten und sie dadurch der Nahrung für ihr geistliches Leben beraubt habe. Der Papst verurteilt an dieser Stelle scharf die Praxis, Kindern, die noch nicht zur Erstkommunion zugelassen waren, auch die Beichte nicht zu gestatten, und Kindern nicht einmal in Todesgefahr die heilige Kommunion zu spenden: „So sterben diese Kinder und werden nach dem Ritus für Kinder begraben, schmählich der Hilfsmittel der Kirche beraubt“. Vielmehr habe das Konzil von Trient die heilige Kommunion zutreffend als „ein Gegengift zu den täglichen Fehlern“ bezeichnet, das vor den schweren Sünden bewahre.
Unter Verweis auf den Kirchenlehrer Thomas von Aquin und seiner Ausleger legt Papst Pius fest, dass das Unterscheidungsalter dann erreicht sei, „wenn das Kind das eucharistische Brot von einem gewöhnlichen Brot zu unterscheiden weiß, so daß es mit Andacht zum Altar hinzutreten kann.“ Dabei sei sowohl zum Empfang des Buß- als auch des Altarsakraments die vollkommene Kenntnis der Glaubenswahrheiten nicht erforderlich, es genüge „eine Kenntnis der ewigen Grundwahrheiten“. Die Autorität, Kinder zur Kommunion zuzulassen, liege beim Vater oder Beichtvater des Kindes.
Abschließend folgt eine Zusammenfassung in acht Punkten, wodurch die Bischöfe zur Abschaffung bisheriger Missstände verpflichtet werden.